# Adalbert Hartmann
Adalbert Emil Anton Felix Hartmann (* 6. Februar 1895 in Tannwald; † 10. November 1949 in Jičín) war ein sudetendeutscher Jurist und Politiker.

## Leben
Als Sohn eines Advokaten geboren, studierte Hartmann nach dem Besuch des Staatsgymnasiums Landskron Rechts- und Staatswissenschaften in Prag. Während seines Studiums wurde er 1918 Mitglied der Burschenschaft Carolina Prag. 1926 wurde er in Prag zum Dr. iur. promoviert. Er wurde Rechtsanwalt in Landskron. Nach der Angliederung des Sudetenlandes an das nationalsozialistische Deutsche Reich infolge des Münchner Abkommens trat er 1938 in die SA ein. Nachdem er zuvor bereits der SdP angehört hatte, beantragte er am 4. Januar 1939 die Aufnahme in die NSDAP und wurde rückwirkend zum 1. November 1938 aufgenommen (Mitgliedsnummer 6.757.062). Während des Zweiten Weltkrieges war er von 1939 bis 1945 Landrat und Betriebsführer des Gesundheitsamtes im Landkreis Zwittau. Nach dem Krieg wurde er im Gefängnis in Karthaus inhaftiert.